# Puccinia investita
Puccinia investita ist eine Ständerpilzart aus der Ordnung der Rostpilze (Pucciniales). Der Pilz ist ein Endoparasit der Korbblütlergattung Gnaphalium. Symptome des Befalls durch die Art sind Rostflecken und Pusteln auf den Blattoberflächen der Wirtspflanzen. Sie ist in weiten Teilen Amerikas verbreitet.

## Merkmale

### Makroskopische Merkmale
Puccinia investita ist mit bloßem Auge nur anhand der auf der Oberfläche des Wirtes hervortretenden Sporenlager zu erkennen. Sie wachsen in Nestern, die als gelbliche bis braune Flecken und Pusteln auf den Blattoberflächen erscheinen.

### Mikroskopische Merkmale
Das Myzel von Puccinia investita wächst wie bei allen Puccinia-Arten interzellulär und bildet Saugfäden, die in das Speichergewebe des Wirtes wachsen. Ihre Spermogonien wachsen oberseitig auf den Wirtsblättern. Die blattunterseitig wachsenden Aecien der Art sind weißlich und stehen einzeln oder in Gruppen. Sie besitzen 20–26 × 18–22 µm große, für gewöhnlich kugelige und hyaline Aeciosporen mit stachelwarziger Oberfläche. Uredien bildet der Pilz nicht aus. Die blattunterseitig und an Stängeln wachsenden Telien der Art sind schwarzbraun, kompakt und unbedeckt. Die kastanienbraunen Teliosporen sind zweizellig, in der Regel lang eiförmig bis länglich und 40–53 × 18–23 µm groß. Ihre Stiele sind farblos bis gelblich und bis zu 60 µm lang.

## Verbreitung
Das bekannte Verbreitungsgebiet von Puccinia investita reicht von Südamerika bis Ontario.

## Ökologie
Die Wirtspflanzen von Puccinia investita sind verschiedene Gnaphalium-Arten. Der Pilz ernährt sich von den im Speichergewebe der Pflanzen vorhandenen Nährstoffen, seine Sporenlager brechen später durch die Blattoberfläche und setzen Sporen frei. Die Art durchläuft einen Entwicklungszyklus mit Spermogonien, Aecien und Telien, vollzieht aber keinen Wirtswechsel.

## Taxonomie
Die Art wurde 1832 durch Lewis David von Schweinitz erstbeschrieben.